# Nguyễn Văn An (Thái Bình)
Nguyễn Văn An (sinh ngày 30 tháng 11 năm 1968) là chính trị gia nước Cộng hòa xã hội chủ nghĩa Việt Nam. Ông hiện là Ủy viên Thường trực Ủy ban Khoa học, Công nghệ và Môi trường của Quốc hội, Đại biểu Quốc hội khóa XV từ Thái Bình. Ông từng là Phó Tổng giám đốc Truyền hình Quốc hội Việt Nam; Tỉnh ủy viên, Giám đốc Sở Khoa học và Công nghệ tỉnh Điện Biên.
Nguyễn Văn An là đảng viên Đảng Cộng sản Việt Nam, học vị Cử nhân Luật, Thạc sĩ Công nghệ thông tin, Tiến sĩ Quản lý công, Cao cấp lý luận chính trị. Ông có sự nghiệp 30 năm công tác địa phương ở các tỉnh Lai Châu, Điện Biên rồi tham gia hoạt động của Quốc hội.

## Xuất thân và giáo dục
Nguyễn Văn An sinh ngày 30 tháng 11 năm 1968, quê quán ở xã An Quý, huyện Quỳnh Phụ, tỉnh Thái Bình. Ông lớn lên và tốt nghiệp phổ thông 10/10,học Y sĩ tại Trường Trung học y tế Lai Châu, sau đó theo học đại học ở Hà Nội và tốt nghiệp Cử nhân Luật kinh tế, theo học cao học và nhận bằng Thạc sĩ Công nghệ thông tin. Sau đó, ông là nghiên cứu sinh và trở thành Tiến sĩ Quản lý công. Ông được kết nạp Đảng Cộng sản Việt Nam vào ngày 23 tháng 8 năm 1999, trở thành đảng viên chính thức sau đó 1 năm, từng theo học các khóa chính trị ở Học viện Chính trị Quốc gia Hồ Chí Minh và tốt nghiệp Cao cấp lý luận chính trị. Hiện ông thường trú ở xã Tả Thanh Oai, huyện Thanh Trì, thành phố Hà Nội.

## Sự nghiệp
Tháng 4 năm 1989, sau khi tốt nghiệp Y sĩ, Nguyễn Văn An được tuyển dụng vào Sở Y tế tỉnh Lai Châu, phân công làm cán bộ Trạm Phòng chống rối loạn do thiếu hụt Iod. Hơn 2 năm sau, vào tháng 12 năm 1999, ông nhậm chức Phó Trưởng khoa Nội tiết, Thư ký Chương trình phòng chống các rối loạn do thiếu hụt Iod, Trung tâm Y tế dự phòng của Sở Y tế tỉnh. Sang tháng 1 năm 2003, ông chuyển sang Sở Y tế tỉnh Điện Biên khi mà tỉnh Lai Châu được chia thành Lai Châu và Điện Biên, làm Trưởng phòng Hành chính tổng hợp của Trung tâm Truyền thông và Giáo dục sức khỏe tỉnh Điện Biên. Tháng 6 năm 2006, ông được bổ nhiệm làm Phó Giám đốc Trung tâm Truyền thông và Giáo dục sức khỏe tỉnh Điện Biên, là Bí thư Chi bộ, Quyền Giám đốc Trung tâm này tư tháng 12 năm 2007, và là Giám đốc từ tháng 3 năm 2008. Tháng 12 năm 2010, ông giữ chức Bí thư Chi bộ, Phó Giám đốc Sở Khoa học và Công nghệ tỉnh Điện Biên, được giao phụ trách sở từ đầu năm 2011, và là Giám đốc Sở từ tháng 6 năm 2011. Ông cũng được bầu bổ sung vào Ban Chấp hành Đảng bộ tỉnh Điện Biên, rồi tái đắc cử Tỉnh ủy viên tại Đại hội Đảng bộ tỉnh lần thứ XIII, nhiệm kỳ 2015–2020.
Tháng 1 năm 2020, Nguyễn Văn An được điều tới Văn phòng Quốc hội, được bổ nhiệm làm Phó Tổng Giám đốc Truyền hình Quốc hội Việt Nam. Năm 2021, ông được Ủy ban Trung ương Mặt trận Tổ quốc Việt Nam, Ủy ban Thường vụ Quốc hội giới thiệu tham gia ứng cử đại biểu quốc hội từ Thái Bình, bầu cử ở đơn vị bầu cử số 2 gồm huyện Đông Hưng, Thái Thụy, rồi trúng cử Đại biểu Quốc hội khóa XV với tỷ lệ 86,26%. Ngày 21 tháng 7 năm 2021, ông được phê chuẩn làm Ủy viên Thường trực Ủy ban Khoa học, Công nghệ và Môi trường của Quốc hội.